# Armistizio di Malmö
L'armistizio di Malmö del 26 agosto 1848 è stato l'atto firmato nella città svedese di Malmö, che pose fine agli scontri tra Danimarca e Confederazione tedesca nella prima guerra dello Schleswig, che cercò di risolvere la disputa sui ducati di Holstein e Schleswig.

## Storia
La nuova costituzione danese del 1848, promulgata da Federico VII di Danimarca, prevedeva uno stato unitario danese e di conseguenza l'annessione del ducato di Schleswig. In risposta, la Confederazione tedesca mandò nei ducati le truppe guidate dal generale Friedrich von Wrangel.
Le principali potenze europee, Russia, Francia e Gran Bretagna, forzarono la firma del trattato di Malmö il 26 agosto 1848, in cui la Svezia svolse il ruolo di mediatore. Prevedeva un cessate il fuoco di sette mesi, un ritiro delle truppe tedesche dai ducati e l'istituzione nei ducati di un governo congiunto danese-prussiano sotto la supervisione del Regno Unito e dell'Impero russo.
Il parlamento di Francoforte, che aveva dato vita ad una radicale riforma della Confederazione tedesca vedendosi costringere la mano, rifiutò di in primo momento di ratificare il trattato con 238 voti contro 221; un secondo voto  ebbe luogo il 16 settembre 1848, e grazie al cambio di voto di alcuni parlamentari ratificò il trattato, provocando rivolte di fronte alla Paulskirche di Francoforte, perché i fautori dell'unificazione tedesca si sentirono traditi da questo armistizio. La calma venne riportata grazie all'intervento delle truppe prussiane e austriache. Anche in altri luoghi l'armistizio aveva provocato movimenti di scontento.
La Danimarca accettò il trattato il 22 febbraio 1849,  che riportava entrambe le parti al tavolo dei negoziati, e l'esercito della Confederazione tedesca era  rappresentato dal generale Karl von Prittwitz. La questione fu infine risolta temporaneamente dal trattato di Londra del 1852.